# Алильбек (уцмий)
Алильбек (Уллубий, Халильбек) (правление: около 1466 г.) — уцмий Кайтага, военно-политический деятель в истории Дагестана XV века. Сын уцмия Султан-Мухаммада, внук уцмия Амир-Чупана II и отец уцмия Амир-Шамхала.

## Биография
Уцмий Алильбек также известен как Князь Кайтаческий.
У Алильбека была сестра, на которой уже к 1466 году правитель Ширвана Фаррух Йасар был женат.
Исходя из некоторых данных, мать Алильбека была из рода шамхалов. Этим, видимо, и объясняется выбор имени для сына Амир-Шамхала.
Первое датированное упоминание об уцмиях после уничтожения уцмийства в 1395 года войсками Тамерлана — это труды русского путешественника Афанасия Никитина, который осенью 1466 года упоминал «кайтаческого князя Алильбека». Осенью 1466 года судно Афанасия, «разбилось под Тарки и кайтаки пришед людей поймали», пленный экипаж и найденные товары доставили к уцмию. Купцов пленили люди уцмия, однако это не обычный грабеж, это осуществление берегового права, что свидетельствует о том, что влиянии уцмия над береговой линией Дагестана ещё в 1466 году, как минимум, до Тарков включительно. 